# 흥통
흥통(베트남어: Hưng Thống / 興統 흥통 / 989년 1월 ~ 994년 1월)은 베트남 전 레 왕조(前黎朝) 초대 황제 대행제(大行帝) 레호안(黎桓)의 두번째 연호이다.

## 개원
- 티엔푹(天福) 10년(989년) 1월에 연호를 흥통(興統)으로 개원함.[1]

- 흥통(興統) 6년(994년) 1월에 연호를 응티엔(應天)으로 개원함.[1]

## 연대 대조표
| 흥통       | 원년       | 2년        | 3년        | 4년        | 5년        | 6년        |
| 서기(西紀) | 989년      | 990년      | 991년      | 992년      | 993년      | 994년      |
| 간지(干支) | 기축(己丑) | 경인(庚寅) | 신묘(辛卯) | 임진(壬辰) | 계사(癸巳) | 갑오(甲午) |

## 동시대 연호

### 중국
북송(北宋)
- 단공(端拱) (988년 ~ 989년)
- 순화(淳化) (990년 ~ 994년)

요(遼)
- 통화(統和) (983년 ~ 1012년)

대리국(大理國)
- 명성(明聖) (989년 ~ 991년)
- 명통(明統) (992년 ~ 996년)

호탄 왕국(于闐國)
- 천흥(天興) (986년 ~ 999년)

### 일본
- 에이엔(永延) (987년 ~ 989년)
- 에이소(永祚) (989년 ~ 990년)
- 쇼랴쿠(正暦) (990년 ~ 995년)